# アストロフィツム属
アストロフィツム(Astrophytum)は、サボテン科の属の一つである。学名の原語の発音に忠実に、アストロフィトゥムとも表記されることがある。学名の原語の発音に忠実に表記するとアストロピュトゥム（ラテン語でもほぼ同音）である。

## 属名の由来
古典ギリシア語のástron（星）とphŷton（植物）からの複合語で、上から見た形が星形であるから、また、植物全体に星のような銀色のピンスポットがあることから名付けられたとも言う。日本語では「有星類（ゆうせいるい）」と呼ばれることもある。最も女性的なサボテン、また、最もエレガントなサボテンと呼ばれ、人気が高い。

## 分布
7種が認められており、いずれもメキシコ東部からアメリカ合衆国のテキサス州にかけて自生する。変種も多く記載されており、さらに選抜や交配により、園芸品種も数多く作出されている。

## 特徴
扁平からやや腰高の球形で、生育が遅く、通常は直径10cmくらいまでである。上から見て、平滑な円に見えるものと、際だった稜があり、星形に見えるものがある。刺座は兜丸や鸞鳳玉のように刺が完全に退化した種と、瑞鳳玉や般若のように発達した種があり、植物体の表面全体に銀白色の細かい斑点があるものが多い。花は頂点咲きで、黄色で中心部に赤いぼかしがある。

## 種
種として記載されているのは以下の7種である。
- Astrophytum asterias (Zucc.) Lem.: 兜丸（かぶとまる）メキシコ北東部およびアメリカ合衆国テキサス州南部
- Astrophytum capricorne (Dietr.) B. & R.:瑞鳳玉（ずいほうぎょく）メキシコ北部
- Astrophytum caput-medusae D.R.Hunt: カプトメデューサ、兜筮渦（とうぜいか）メキシコヌエボ・レオン州
- Astrophytum coahuilense (Moell.) Kays.: 白鸞鳳玉（しろらんぽうぎょく）メキシココアウイラ州
- Astrophytum myriostigma Lem.: 鸞鳳玉（らんぽうぎょく）メキシコの高原地帯の中部から北部
- Astrophytum ornatum (DC.) Web.: 般若（はんにゃ）メキシコイダルゴ州およびケレタロ州
- Astrophytum senile Fric: 群鳳玉（ぐんぽうぎょく）メキシコ北部